# Telma Tvon
Telma Tvon (Luanda, 1980), é uma escritora e rapper luso-angolana. Ficou conhecida no meio do hip-hop em Portugal onde era uma das poucas MCs. Em 2022, foi uma das autoras convidadas da iniciativa 48 promovida pela Câmara Municipal de Lisboa no âmbito das comemorações dos 48 anos do 25 de Abril.    

## Biografia
Telma Marlise Escórcio da Silva que adoptou como pseudónimo Telma Tvon, nasceu em Luanda em 1980 e emigrou para Portugal em 1993, onde frequenta a escola secundária e licencia-se na Faculdade de Letras da Universidade de Lisboa em Estudos Africanos e faz o mestrado em Serviço Social no ISCTE. 
Aos 16 anos inicia-se como rapper, o que a leva a começar a escrever. Mais tarde será a irmã a sugerir que escreva um livro.  Juntamente com as MCs Lady, LG e Zau, formou o grupo Backwordz que entre 1996 e 2000 participou em mixtapes do Dj CruzFader e albuns de grupos como os  SNK,  Bad Spirit, entre outros. 
Em 2001, coordena a gravação da mixtape RAParigas na voz do soul no qual contou com a colaboração do Dj CruzFader e que teve como ojectivo dar visibilidade às mulheres do Hip hop português. Forma com a MC e cantora de soul Geny, o grupo  Lweji que em 2005 lança o cd Finalmente, onde os temas abordam questões relacionadas com as mulheres, nomeadamente a violência doméstica e o aborto. 
A sua carreira enquanto escritora, tem inicio em 2017 ao lançar o seu primeiro livro, intitulado Um Preto Muito Português, editado em 2018 pela Chiado Editora. O livro ganhou uma nova edição em 2024, pela Quetzal. 

## Obras Seleccionadas
É autora de:
- 2017 - Um Preto Muito Português, editora Chiado Books, ISBN: 9789897740152 [9][11][4]

## Discografia
- 2001 - Raparigas na Voz do Soul, Mixtape com DJ Cruzfader [8]
- 2005 - Finalmente, Dreamflow Records [8]

- 2021 - Samba de Guerrilha, de Luca Argel, feat. Tvon em vários temas  [12][13]

## Reconhecimento
Em 2022, a Câmara Municipal de Lisboa convidou 48 autoras (cantautora, poetas, escritoras), a escreverem uma frase alusiva à liberdade, Telma Tvon foi uma delas. As 48 frases foram depois pintadas no chão da cidade no âmbito das comemorações dos 48 anos do 25 de Abril. 

## Ligações Externas
- RTP África | Telma Vton entrevistada por Mário Carneiro no programa Mar de Letras (2019)
- JaneCast |  E02: Telma Tvon aka Dama do Common (2019)
- Tema Nós contra nós do álbum Revista Repertório Musical Urbano
- Rastas & Chit-Chat | Natural de | Telma aka T Von (2018)
- Mapas do Confinamento | Texto Seguindo de Telma Tvon (2021)
- Mixtape | Raparigas na Voz do Soul, Mixtape com DJ Cruzfader